# Puffinus
Puffinus es un género de aves Procellariiformes perteneciente a la familia Procellariidae. Sus miembros son comúnmente denominadas pardelas.

## Especies
Actualmente se reconocen las siguientes especies en el género:
- Pardela de la Christmas (Puffinus nativitatis)
- Pardela pichoneta (Puffinus puffinus)
- Pardela mediterránea (Puffinus yelkouan)
- Pardela balear (Puffinus mauretanicus)
- Pardela de Bryan (Puffinus bryani)[2]
- Pardela culinegra (Puffinus opisthomelas)
- Pardela de Townsend (Puffinus auricularis)
- Pardela de Newell (Puffinus newelli),  considerada anteriormente subespecie de Puffinus auricularis.
- Pardela de Rapa (Puffinus myrtae), anteriormente subespecie de Puffinus assimilis
- Pardela gavia (Puffinus gavia)
- Pardela de Hutton (Puffinus huttoni)
- Pardela de Audubon (Puffinus lherminieri)
- Pardela persa (Puffinus persicus), considerada en anteriormente subespecie de Puffinus lherminieri
- Pardela tropical (Puffinus bailloni)
- Pardela chica del norte (Puffinus baroli), considerada anteriormente subespecie de Puffinus assimilis.
- Pardela de las Galápagos (Puffinus subalaris), considerada en anteriormente subespecie de Puffinus lherminieri
- Pardela de las Bonin (Puffinus bannermani)
- Pardela de Heinroth (Puffinus heinrothi), considerada en anteriormente subespecie de Puffinus lherminieri.
- Pardela chica (Puffinus assimilis)
- Pardela subantártica (Puffinus elegans), considerada anteriormente subespecie de Puffinus assimilis.
- Pardela de la Macaronesia (Puffinus baroli), considerada anteriormente subespecie de Puffinus assimilis.
- Pardela chica de Cabo Verde (Puffinus boydi),
- Pardela canaria de las dunas † (Puffinus holeae), extinta hace más de 2000 años.

Siete especies que anteriormente se clasifican en Puffinus actualmente se clasifican en el género Ardenna.
- Pardela patirrosa (Puffinus creatopus)
- Pardela paticlara (Puffinus carneipes)
- Pardela capirotada (Puffinus gravis)
- Pardela del Pacífico (Puffinus pacificus)
- Pardela sombría (Puffinus griseus)
- Pardela dorsigrís (Puffinus bulleri)
- Pardela de Tasmania (Puffinus tenuirostris)